# 花済村
花済村（はなずみむら）は、広島県神石郡にあった村。現在の神石郡神石高原町の一部にあたる。

## 地理
- 河川：小田川[1]

## 歴史
- 1889年（明治22年）4月1日、町村制の施行により、神石郡花済村が単独で村制施行し、花済村が発足[1][2]。近田村、上野村、花済村、李村、上豊松村の町村組合を結成し役場を近田村に設置[1]。
- 1897年（明治30年）7月11日、神石郡上野村、近田村、李村と合併し、仙養村を新設して廃止された[1][2]。

## 産業
- 農業[1]